# کاهنده والدن
کاهنده والدن (به انگلیسی: Walden reductor) یک ستون احیاکننده است که با نقره فلزی پر شده‌است. از این کاهنده می‌توان برای کاهش یون فلزی در محلول آبی به حالت اکسایش پایین‌تر استفاده کرد. به عنوان مثال می‌توان از این کاهنده به منظور کاهش UO22+ به U4+ استفاده کرد. این روش به نام جورج اچ والدن نامگذاری شده‌است. وی به‌طور مشترک با یکی از دانشجویان دکترا به نام سیلوان ام. ادموندز در دانشگاه کلمبیا بر روی توسعه این روش کار می‌کردند.

## همچنین ببینید
دیگر کاهنده‌ها
- کاهنده جونز

سایر واکنشگرهای اکسیدکننده
- واکنشگر تولنس
- واکنشگر بندیک
- محلول فلینگ

## مطالعه بیشتر
- Birnbaum, Nathan; Edmonds, Sylvan M. (1940). "New applications of the silver reductor". Industrial & Engineering Chemistry Analytical Edition. 12 (3): 155–157. doi:10.1021/ac50143a013. ISSN 0096-4484.
- Edmonds, Sylvan M.; Birnbaum, Nathan (1940). "Microdetermination of iron with the silver reductor". Industrial & Engineering Chemistry Analytical Edition. 12 (1): 60–61. doi:10.1021/ac50141a024. ISSN 0096-4484.
- Huffman, Eugene H. (1946). "Regeneration of Walden silver reductor". Industrial & Engineering Chemistry Analytical Edition. 18 (4): 278. doi:10.1021/i560152a023.
- Khan, M.A. Salam; Stephen, W.I. (1968). "An improved silver reagent for use in the Walden silver reductor". The Analyst. 93 (1102): 26. Bibcode:1968Ana....93...26K. doi:10.1039/an9689300026. ISSN 0003-2654.
- Pantani, Francesco (1964). "The use of the silver reductor in bromide solutions". Analytica Chimica Acta. 31: 121. doi:10.1016/S0003-2670(00)88792-9.